# Hercostomus dissimilis
Hercostomus dissimilis är en tvåvingeart som beskrevs av Yang och Saigusa 1999. Hercostomus dissimilis ingår i släktet Hercostomus och familjen styltflugor.
Artens utbredningsområde är Sichuan (Kina). Inga underarter finns listade i Catalogue of Life.